# Бови
Бови (англ. Bovey) — река в Юго-Западной Англии. Исток находится в восточной части Дартмура в графстве Девон, между землями общего пользования Чагфорд и Шапли.
Течёт около 3 км в северо-восточном направлении от источника, а потом поворачивает на юго-восток.
Протекает через деревню Норт-Бови, мимо утеса Ластли Клив, между деревнями Манатон и Ластли и через город Бови Трэйси.
Соединяется с рекой Тин на границе общин Тингрейс и Кингстинтон, примерно в 2 км к югу от деревни Чадли Найтон.
Река дала название свите Бови — бассейну полезных ископаемых, который является крупнейшим в Англии источником комовой глины.